# Hermann Minkowski
Hermann Minkowski (Kaunas, 1864. június 22. – Göttingen, 1909. január 12.) litván születésű német matematikus, aki megalkotta és kidolgozta a számok geometriáját és geometriai módszereket alkalmazott bonyolult problémák megoldására a számelméletben, a matematikai fizikában és a relativitáselméletben.

## Gyermekkora és neveltetése
Hermann Minkowski Aleksotasban (Kaunas külvárosa akkoriban, Orosz Birodalom) született zsidó család gyermekeként. A königsbergi Albertina Egyetemen tanult, ahol 1885-ben doktorált le Ferdinand von Lindemann vezetésével. Még diákként 1883-ban Königsbergben a Francia Tudományos Akadémia matematika díját nyerte el a kvadratikus formák elméletéről szóló írásáért.

## Munka és kutatás
Minkowski tanított a bonni, a göttingeni, königsbergi és zürichi egyetemeken. Az Eidgenössische Polytechnikumban (ma ETH Zürich) ő volt Albert Einstein egyik tanára.
Minkowski megvizsgálta a kvadratikus formák aritmetikáját, különös tekintettel n változóra és kutatásai arra indították, hogy megvizsgáljon bizonyos geometriai tulajdonságokat az n dimenziós térben. 1896-ban kifejtette a számok geometriáját, egy geometriai módszert, amely megoldást szolgáltatott számelméleti problémákra.
1902-ben csatlakozott a Göttingeni Matematikai Tanszékhez és egyike lett David Hilbert közeli kollégáinak, akivel Königsbergben ismerkedett meg. Constantin Carathéodory volt az egyik tanulója itt.

### Relativitáselmélet
1907-ben Minkowski rájött, hogy a relativitáselmélet, amelyet Einstein 1905-ben mutatott be, és Lorentz és Poincaré korábbi munkáin alapult, könnyebben érthető 4 dimenziós térben, amely “Minkowski-térként” ismert. Ebben az idő és tér nincs elkülönítve egymástól, hanem összefonódnak a 4 dimenziós térben, amiben szépen bemutatható a Lorentz-féle relativitás. A német természettudósok és fizikusok 80. találkozóján 1908. szeptember 21-én elhangzott szavai híressé váltak: “Bemutatom Önöknek a tér és idő elméletét, amely a kísérleti fizika táptalajából nőtt ki és ebben rejlik az ereje. Forradalmian új. Mostantól az önmagában vett tér és idő arra ítéltetett, hogy elenyésszen a homályban és csupán a kettejük egyesítése képes arra, hogy megőrizze a független valóságot.”

## Halála
Minkowski hirtelen fellépő vakbélgyulladásban halt meg Göttingenben. Öccse volt Oskar Minkowskinak (1858–1931), a híres fizikusnak és kutatónak. A 12493 Minkowski aszteroidát róla nevezték el a tiszteletére.